# 長久手市立市が洞小学校
長久手市立市が洞小学校（ながくてしりついちがほらしょうがっこう）は愛知県長久手市にある公立小学校である。

## 沿革
- 2008年（平成20年）4月 - 町立西小学校・町立南小学校より分離・開校[1]
- 2012年（平成24年）1月 - 長久手市の市制施行により、「長久手市立市が洞小学校」に改称[1]

## 学校行事
・運動会
・6年生を送る会

## 通学区域
すべてグリーンロード（愛知県道60号名古屋長久手線）の南側である。
- 長久手市[2]
  - 丁子田
  - 片平
  - 根の神
  - 蟹原
  - 井堀
  - 熊田
  - 卯塚1丁目、卯塚2丁目
  - 根嶽
  - 市が洞1丁目、市が洞2丁目、市が洞3丁目
  - 片平1丁目、片平2丁目

## 主な進学先中学校
- 長久手市立南中学校[2]

## 交通アクセス
- 名古屋市営地下鉄東山線・愛知高速交通東部丘陵線（リニモ） 藤が丘または名古屋市営地下鉄東山線 星ヶ丘より名鉄バス「愛知たいようの杜」下車徒歩すぐ。
- 愛知高速交通東部丘陵線（リニモ） 杁ヶ池公園駅よりN-バス西部循環線「たいようの杜」下車徒歩すぐ。

## 学校周辺
- ほとぎの里緑地[注釈 1]
  - 長湫南部公園
  - 市が洞三丁目公園
- 愛知保健看護大学校（専門学校）
  - もりのようちえん
  - 愛知たいようの杜（介護福祉施設）
- 愛知警察署長久手南交番
- 食の殿堂ユーストア ピアゴパワー長久手南店
- 愛知淑徳大学長久手キャンパス
- 日東工業本社
- 長久手片平郵便局
- 卯塚緑地（墓園）